# Nobsa
Nobsa là một thị xã và đô thị ở  Departamento Boyacá, thuộc tỉnh Sugamuxi một phân vùng của Boyaca.